# Campionato di Eccellenza
Campionato di Eccellenza – organizowany przez Federazione Italiana Rugby najwyższy poziom męskich rozgrywek ligowych rugby union we Włoszech. Zmagania toczą się cyklicznie (co sezon) systemem kołowym jako mistrzostwa kraju i przeznaczone są dla dziesięciu najlepszych włoskich klubów. Zwycięzca ligi zostaje jednocześnie mistrzem Włoch, zaś najsłabsza drużyna relegowana jest do Serie A.
Obecną nazwę rozgrywki noszą od 2010 roku, wcześniej zaś zwane były Serie A (1928–1960, 1965–1986), Eccellenza (1960–1965), Serie A1 (1986–2001) oraz Super 10 (2001–2010). Od sezonu 2018/2019 nosiły nazwę TOP12.
Od inauguracyjnych rozgrywek w sezonie 1928/29 najwięcej razy – osiemnaście – tytuł zdobywała drużyna Amatori Rugby Milano. Piętnaście razy scudetto zdobył nieuczestniczący już w rozgrywkach Benetton Treviso, a czternaście Petrarca Padwa.

## Historia
Pierwsze rozgrywki o mistrzostwo kraju odbyły się w 1929 roku, jednak przypisywane są do sezonu 1928/29. Uczestniczyło w nich sześć z szesnastu istniejących wówczas we Włoszech klubów. W roku 1933 nastąpiły pierwsze próby stworzenia drugiej ligi w celu wprowadzenia systemu awansów i spadków, który ostatecznie ustabilizował się w połowie lat pięćdziesiątych. W 1961 roku, po pięciu latach walki o mistrzostwo kraju prowadzonej w kilku grupach, powrócono do rozgrywek systemem jednogrupowym, który utrzymał się przez kolejnych dwadzieścia lat. W latach 1981–86 szesnaście klubów rywalizowało o scudetto w dwóch lub czterech grupach, natomiast w sezonie 1986/87 Serie A została odchudzona do dwunastu drużyn zmieniając nazwę na Serie A1. Rok później wprowadzono system play-off po zakończeniu fazy grupowej. Walczyły w nim najlepsze drużyny A1, do których mógł dołączyć zwycięzca Serie A2 triumfując w barażach. Od 1995 roku najlepsze zespoły ligi występowały też w europejskich pucharach – dwa w Pucharze Heinekena i cztery w European Challenge Cup.
Sezon 2000/01 przyniósł wprowadzenie tzw. „bonusowego systemu punktacji”, wypracowanego na południowej półkuli, a już rok później nastąpiła poważna restrukturyzacja rozgrywek ligowych. Dziesięć najlepszych drużyn poprzedniego sezonu utworzyło Super 10, zarządzane przez nowo powołaną Lega Italiana Rugby d'Eccellenza. W związku z przejściem dwóch drużyn (Benetton Treviso oraz Aironi Rugby utworzonego na bazie MPS Viadana) do rozgrywek Ligi Celtyckiej w sezonie 2010/11 drużyny te otrzymały prawo do obu włoskich miejsc w Pucharze Heinekena, zaś cztery miejsca w ECC mieli otrzymać uczestnicy play-off ligi. Pieczę nad rozgrywkami ligowymi, w najwyższej klasie nazwanymi Campionato di Eccellenza, ponownie przejęła FIR, pozostawiając po debatach obowiązujący do tego czasu system. Od czasu reformy rozgrywek europejskich w 2014, dwie włoskie drużyny z profesjonalnej ligi Pro14 występują w europejskich pucharach: European Rugby Champions Cup i European Rugby Challenge Cup, natomiast najlepsze drużyny ligi włoskiej walczyły o możliwości startu w tych ostatnich rozgrywkach uczestnicząc w European Rugby Continental Shield.

## System rozgrywek
Rozgrywki ligowe prowadzone są w pierwszej fazie systemem kołowym według modelu dwurundowego w okresie jesień-wiosna. Druga faza rozgrywek dla czołowych czterech drużyn obejmuje mecze systemem pucharowym. Półfinały rozgrywane są w formie dwumeczu, z pierwszym meczem na boisku drużyny, która po rundzie zasadniczej była niżej sklasyfikowana. Ich zwycięzcy rozgrywają mecz finałowy, którego triumfator zostaje mistrzem Włoch.
Ostatnie miejsce w tabeli oznacza automatyczny spadek do Serie A.

## Triumfatorzy
| Sezon   | Zwycięzca                                                 |
| ------- | --------------------------------------------------------- |
| 1928/29 | Ambrosiana Milano                                         |
| 1929/30 | Amatori Milano                                            |
| 1930/31 | Amatori Milano                                            |
| 1931/32 | Amatori Milano                                            |
| 1932/33 | Amatori Milano                                            |
| 1933/34 | Amatori Milano                                            |
| 1934/35 | Rugby Roma                                                |
| 1935/36 | Amatori Milano                                            |
| 1936/37 | Rugby Roma                                                |
| 1937/38 | Amatori Milano                                            |
| 1938/39 | Amatori Milano                                            |
| 1939/40 | Amatori Milano                                            |
| 1940/41 | Amatori Milano                                            |
| 1941/42 | Amatori Milano                                            |
| 1942/43 | Amatori Milano                                            |
| 1943/44 | nie odbyły się                                            |
| 1944/45 | nie odbyły się                                            |
| 1945/46 | Amatori Milano                                            |
| 1946/47 | Ginnastica Torino                                         |
| 1947/48 | Rugby Roma                                                |
| 1948/49 | Rugby Roma                                                |
| 1949/50 | Parma                                                     |
| 1950/51 | Rovigo                                                    |
| 1951/52 | Rovigo                                                    |
| 1952/53 | Rovigo                                                    |
| 1953/54 | Rovigo                                                    |
| 1954/55 | Parma                                                     |
| 1955/56 | Faema Treviso                                             |
| 1956/57 | Parma                                                     |
| 1957/58 | Fiamme Oro                                                |
| 1958/59 | Fiamme Oro                                                |
| 1959/60 | Fiamme Oro                                                |
| 1960/61 | Fiamme Oro                                                |
| 1961/62 | Rovigo                                                    |
| 1962/63 | Rovigo                                                    |
| 1963/64 | Rovigo                                                    |
| 1964/65 | Partenope                                                 |
| 1965/66 | Partenope                                                 |
| 1966/67 | L’Aquila                                                  |
| 1967/68 | Fiamme Oro                                                |
| 1968/69 | L’Aquila                                                  |
| 1969/70 | Petrarca                                                  |
| 1970/71 | Petrarca                                                  |
| 1971/72 | Petrarca                                                  |
| 1972/73 | Petrarca                                                  |
| 1973/74 | Petrarca                                                  |
| 1974/75 | Concordia Brescia                                         |
| 1975/76 | Sanson Rovigo                                             |
| 1976/77 | Petrarca                                                  |
| 1977/78 | Metalcrom Treviso                                         |
| 1978/79 | Sanson Rovigo                                             |
| 1979/80 | Petrarca                                                  |
| 1980/81 | Mael L’Aquila                                             |
| 1981/82 | Scavolini L’Aquila                                        |
| 1982/83 | Benetton Treviso                                          |
| 1983/84 | Petrarca                                                  |
| 1984/85 | Petrarca                                                  |
| 1985/86 | Petrarca                                                  |
| 1986/87 | Petrarca                                                  |
| 1987/88 | Colli Euganei Rovigo                                      |
| 1988/89 | Benetton Treviso                                          |
| 1989/90 | Cagnoni Rovigo                                            |
| 1990/91 | Amatori Milano                                            |
| 1991/92 | Benetton Treviso                                          |
| 1992/93 | Charro Amatori Milano                                     |
| 1993/94 | L’Aquila                                                  |
| 1994/95 | Amatori Milano                                            |
| 1995/96 | Amatori Milano                                            |
| 1996/97 | Benetton Treviso                                          |
| 1997/98 | Benetton Treviso                                          |
| 1998/99 | Benetton Treviso                                          |
| 1999/00 | RDS Rugby Roma                                            |
| 2000/01 | Benetton Treviso                                          |
| 2001/02 | Arix Viadana                                              |
| 2002/03 | Benetton Treviso                                          |
| 2003/04 | Benetton Treviso                                          |
| 2004/05 | Ghial Calvisano                                           |
| 2005/06 | Benetton Treviso                                          |
| 2006/07 | Benetton Treviso                                          |
| 2007/08 | Cammi Calvisano                                           |
| 2008/09 | Benetton Treviso                                          |
| 2009/10 | Benetton Treviso                                          |
| 2010/11 | Petrarca                                                  |
| 2011/12 | Cammi Calvisano                                           |
| 2012/13 | Marchiol Mogliano                                         |
| 2013/14 | Cammi Calvisano                                           |
| 2014/15 | Cammi Calvisano                                           |
| 2015/16 | Femi-CZ Rovigo                                            |
| 2016/17 | Calvisano                                                 |
| 2017/18 | Petrarca                                                  |
| 2018/19 | Calvisano                                                 |
| 2019/20 | sezon przerwany i nieukończony z powodu pandemii COVID-19 |
| 2020/21 | Femi-CZ Rovigo                                            |
| 2021/22 | Petrarca                                                  |
| 2022/23 | Femi-CZ Rovigo                                            |
| 2023/24 | Petrarca                                                  |

## Finały play-off
| Liga          | Sezon   | Zwycięzca                                                 | Wynik                                                     | Przegrany                                                 | Stadion                                                     | Źródło |
| ------------- | ------- | --------------------------------------------------------- | --------------------------------------------------------- | --------------------------------------------------------- | ----------------------------------------------------------- | ------ |
| Serie A1      | 1987/88 | Rovigo                                                    | 9-7                                                       | Benetton Treviso                                          | Stadio Flaminio, Rzym                                       |        |
| Serie A1      | 1988/89 | Benetton Treviso                                          | 20-9                                                      | Rovigo                                                    | Stadio Renato Dall'Ara, Bolonia                             |        |
| Serie A1      | 1989/90 | Rovigo                                                    | 18-9                                                      | Benetton Treviso                                          | Stadio Mario Rigamonti, Brescia                             |        |
| Serie A1      | 1990/91 | Amatori Milano                                            | 37-18                                                     | Benetton Treviso                                          | Stadio Ennio Tardini, Parma                                 |        |
| Serie A1      | 1991/92 | Benetton Treviso                                          | 27-18                                                     | Rovigo                                                    | Stadio Plebiscito, Padwa                                    |        |
| Serie A1      | 1992/93 | Amatori Milano                                            | 41-15                                                     | Benetton Treviso                                          | Stadio Plebiscito, Padwa                                    |        |
| Serie A1      | 1993/94 | L’Aquila                                                  | 23-15                                                     | Amatori Milano                                            | Stadio Plebiscito, Padwa                                    |        |
| Serie A1      | 1994/95 | Amatori Milano                                            | 27-15                                                     | Benetton Treviso                                          | Stadio Plebiscito, Padwa                                    |        |
| Serie A1      | 1995/96 | Amatori Milano                                            | 23-17                                                     | Benetton Treviso                                          | Stadio Mario Battaglini, Rovigo                             |        |
| Serie A1      | 1996/97 | Benetton Treviso                                          | 34-29                                                     | Amatori Milano                                            | Stadio Marcantonio Bentegodi, Werona                        |        |
| Serie A1      | 1997/98 | Benetton Treviso                                          | 9-3                                                       | Petrarca                                                  | Stadio Renato Dall'Ara, Bolonia                             |        |
| Serie A1      | 1998/99 | Benetton Treviso                                          | 23-14                                                     | Petrarca                                                  | Stadio Mario Battaglini, Rovigo                             |        |
| Serie A1      | 1999/00 | Rugby Roma                                                | 35-17                                                     | L’Aquila                                                  | Stadio Flaminio, Rzym                                       |        |
| Serie A1      | 2000/01 | Benetton Treviso                                          | 33-13                                                     | Calvisano                                                 | Stadio Renato Dall'Ara, Bolonia                             |        |
| Super 10      | 2001/02 | Viadana                                                   | 19-12                                                     | Calvisano                                                 | Stadio Mario Battaglini, Rovigo                             |        |
| Super 10      | 2002/03 | Benetton Treviso                                          | 34-12                                                     | Calvisano                                                 | Stadio Plebiscito, Padwa                                    |        |
| Super 10      | 2003/04 | Benetton Treviso                                          | 22-10                                                     | Calvisano                                                 | Stadio Plebiscito, Padwa                                    |        |
| Super 10      | 2004/05 | Calvisano                                                 | 25-20                                                     | Benetton Treviso                                          | Stadio Plebiscito, Padwa                                    |        |
| Super 10      | 2008/09 | Benetton Treviso                                          | 29-20                                                     | Viadana                                                   | Stadio Flaminio, Rzym                                       |        |
| Eccellenza    | 2010/11 | Petrarca                                                  | 18-14                                                     | Rovigo                                                    | Stadio Mario Battaglini, Rovigo                             |        |
| Eccellenza    | 2011/12 | Calvisano                                                 | 27-22 16-14                                               | I Cavalieri                                               | Stadio Enrico Chersoni, Prato Stadio San Michele, Calvisano |        |
| Eccellenza    | 2012/13 | Mogliano                                                  | 11-16                                                     | I Cavalieri                                               | Stadio Enrico Chersoni, Prato                               |        |
| Eccellenza    | 2013/14 | Calvisano                                                 | 26-17                                                     | Rovigo                                                    | Stadio San Michele, Calvisano                               |        |
| Eccellenza    | 2014/15 | Calvisano                                                 | 11-10                                                     | Rovigo                                                    | Stadio Mario Battaglini, Rovigo                             |        |
| Eccellenza    | 2015/16 | Rovigo                                                    | 20-13                                                     | Calvisano                                                 | Stadio Mario Battaglini, Rovigo                             |        |
| Eccellenza    | 2016/17 | Calvisano                                                 | 43-29                                                     | Rovigo                                                    | Stadio San Michele, Calvisano                               |        |
| Eccellenza    | 2017/18 | Petrarca                                                  | 19-11                                                     | Calvisano                                                 | Stadio Plebiscito, Padwa                                    | [ 8 ]  |
| TOP12         | 2018/19 | Calvisano                                                 | 33-10                                                     | Rovigo                                                    | PataStadium, Calvisano                                      | [ 9 ]  |
| TOP12         | 2019/20 | sezon przerwany i nieukończony z powodu pandemii COVID-19 | sezon przerwany i nieukończony z powodu pandemii COVID-19 | sezon przerwany i nieukończony z powodu pandemii COVID-19 | sezon przerwany i nieukończony z powodu pandemii COVID-19   | [ 7 ]  |
| TOP10         | 2020/21 | Rovigo                                                    | 23-20                                                     | Petrarca                                                  | Stadio Plebiscito, Padwa                                    | [ 10 ] |
| TOP10         | 2021/22 | Petrarca                                                  | 19-6                                                      | Rovigo                                                    | Stadio Sergio Lanfranchi, Parma                             | [ 11 ] |
| TOP10         | 2022/23 | Rovigo                                                    | 16-9                                                      | Petrarca                                                  | Stadio Sergio Lanfranchi, Parma                             | [ 12 ] |
| Serie A Elite | 2023/24 | Petrarca                                                  | 28-10                                                     | Viadana                                                   | Stadio Sergio Lanfranchi, Parma                             | [ 13 ] |